# Ambrose McEvoy
Ambrose McEvoy (né le 12 août 1878 – mort le 4 janvier 1927) est un artiste et peintre anglais. Après avoir débuté par la peinture de paysages et de scènes d'intérieur, il obtient du succès comme portraitiste. Parmi ses influences, on reconnait James McNeill Whistler.

## Biographie

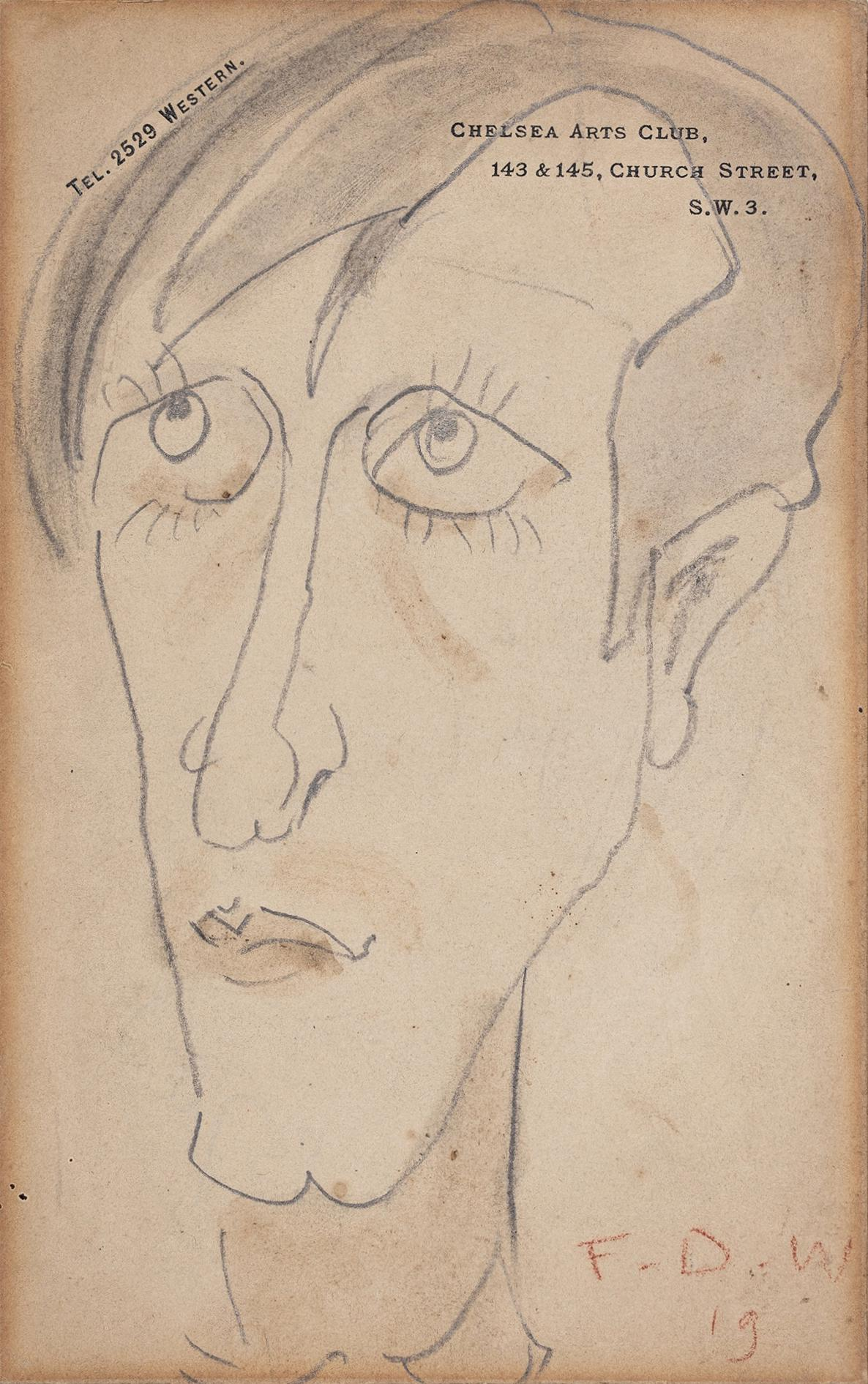
Ambrose McEvoy; a caricature portrait (1919), Francis Derwent Wood

Arthur Ambrose McEvoy naît le 12 août 1878 à Crudwell, Wiltshire. Encouragé par Whistler, qui reconnaît un certain talent en lui, McEvoy intègre, à l'âge de quinze ans, la Slade School of Fine Art à Londres. Il y fréquente des personnalités telles Augustus John et William Orpen. Il sera l'apprenti de Gwen John. McEvoy se fait une réputation pour sa dextérité fine avec les huiles.
À partir de 1900, il expose ses œuvres au New English Art Club (NEAC), dont il devient membre en 1902. La même année, il se marie à la peintre Mary Edwards (1870–1941).
En 1907, il tient une exposition à la Carfax Gallery. En 1911, il devient membre fondateur de la National Portrait Society. En 1908, il est membre du premier comité du London Salon organisé par l'Allied Artists' Association. En 1913, il devient membre de la International Society.
À NEAC, il expose des œuvres présentant des paysages et des scènes d'intérieur. À partir du milieu des années 1910, sa réputation de portraitiste croit.
Lors de la Première Guerre mondiale, de 1916 à 1918, il intègre la Royal Naval Division. Il y peint nombre de marins et soldats notables.
McEvoy visite New York et expose aux Duveen Galleries en 1920. En 1924, il est fait associé de la Royal Academy, puis rejoint la Royal Watercolour Society en 1926.
Au cours de sa carrière, il exposera également au galeries Grosvenor, Grafton et Leicester.
McEvoy meurt à Pimlico, Londres, le 4 janvier 1927. En 1928, il est représenté au Royal Academy Late Members Exhibition. En 1933, il est immortalisé à Manchester dans une exposition aux côtés d'Orpen et de Charles Ricketts.